# George Rexstrew
George Rexstrew (Londra, 6 maggio 1994) è un attore inglese, noto per il suo ruolo da protagonista nella serie Netflix Dead Boy Detectives (2024).

## Biografia
Rexstrew è cresciuto nel sud-ovest di Londra.
Si è laureato in lingue moderne presso l'University College di Durham nel 2017. Durante il suo periodo a Durham, ha partecipato al teatro studentesco. Successivamente, grazie a una borsa di studio Leverhulme, ha conseguito un Master of Arts (MA) in recitazione professionale presso la London Academy of Music and Dramatic Art (LAMDA) nel 2020.
Rexstrew si è esibito all'Edinburgh Fringe Festival e ha viaggiato negli Stati Uniti, partecipando a tournée con la Castle Theatre Company dell'Università di Durham. Ha interpretato il ruolo di Edwin Payne in Dead Boy Detectives, il suo primo incarico televisivo ufficiale.

## Filmografia
- Dead Boy Detectives - serie TV (2024)